# ゴルゴ13 ファイルG13を追え
『ゴルゴ13 ファイルG13を追え』（ゴルゴサーティーン ファイルジーサーティーンをおえ）は、2009年6月18日にマーベラスエンターテイメントより発売されたニンテンドーDS用ソフト。

## 概要
『ゴルゴ13』初の携帯ゲーム化。ストーリーはオリジナルだが、原作登場人物も出てくる。「ゴルトレ」と呼ばれるミニゲームがあり、ファンのゴルゴ13の知識を試す「ゴルゴ検定」、ゴルゴの銃撃戦をシミュレーションした「Ace In The Hole」と、ゴルゴを怒らせる「俺の後ろに立つな」がある。本編はマルチエンディング形式である。
「Ace In The Hole」に登場する殺し屋AX-3、CIA局員レッド・ペッパーが登場する。4種類のグッドエンドがあるほか、公安に捕まる、ゴルゴに殺される、何処かの国に逃げ込んでそこの女性と結婚して生活などのバッドエンドがある。

## 登場人物

### 主要人物
久我京平（くが きょうへい）
本作の主人公。フリーライターで元東洋通信政治部に勤めていた。大物政治家の汚職事件を調査しており政治的な圧力で消されそうになったが、内藤の助けで事件を消されることがなかった。内藤が何者かに殺されて調査に乗り出す。作中ゴルゴなみに女性と絡むことが多い。
内藤真二（ないとう しんじ）
久我の高校生時代からの友人。オカルト情報誌、および現実やネット上に流布する噂を集めた著名なウェブサイトを経営している。陰謀論とオカルトを好む。10年前に結婚していたが、4年前に離婚。Gファイル解読中に何者かに殺害される。
増子健（ましこ けん）
外務省総合外交政策局・安全保障政策課に勤める人物。久我とは記者時代の取材を通じて懇意となる。性格は真面目で頑固だが情に厚く、久我の記者魂を高く評価している。フリーになった久我を招いたりする。久我に内藤殺害にゴルゴが関わっている可能性を聞かせて内藤の事を話そうとする。
ナレーター
声は千田光男。

### イギリスで出会う人々
藤原美和子（ふじわら　みわこ）
雑誌『スポーツ・ジャーナル』の記者。イギリスリーグに詳しく、その取材記事でかつてノンフィクション大賞を受賞したことがある。性格は明るく活力があり、選手や監督達からの信頼も厚い。かつては通訳の勉強をしていた。
ヨハン=アーツ
イギリスリーグ『ブルーブリッジFC』のDF。その堅牢な守りで知られているが、今期は調子が悪いらしく、あまりいい成績を残していない。そのためかイギリスのナショナルチームからの選出も漏れている。
スコット=パーカー
かつて名MFとして存在していたが引退。その後しばらくサッカー界を退いていたが、イギリスリーグ『ダイヤモンドパレスFC』のコーチを務めることに。エキサイティングフットボールを信条とする。

### 12□14
読みはエクセブ・サーティーン。ゴルゴに身近な人を殺された被害者の会だが、正体はロックフォード財閥のためにある組織の一つ。ゴルゴ抹殺のため「G計画」を発動させる。
ロイ=ポートマン
ミネソタの名士ポートマン家の当主で12□14の顔役。かつて恩人であったデビット・ロックフォードがゴルゴに殺されて、ゴルゴに殺された人々を集めた『12□14』を組織。ハバナの葉巻を好む。
ギルバート=スミス
ミネソタの名士スミス家の当主。かつて、姉と義兄が市長選のゴタゴタに巻き込まれてゴルゴに狙撃されてから、復讐を燃やしている。スミス家は、現在事業に行き詰っている。
ルーク=クライン
経済学者で、現在はミネソタ何処かの大学で教鞭を振るっている。かつて、自分の学費の面倒を見てくれた叔父をゴルゴによって狙撃されて失い、ロイ達の『12□14』に参加する。常にループタイを愛用している。
ポーラ=ベイ
ロイの下に身を寄せている女性。兄のもとに孤児として施設で育った。その後、兄はFBIに勤務していたが、何者かに殺されてその犯人をロイから聞かされて復讐心を抱くようになったが、殺したのはロイの部下。

### YR投資関係者
山村隆二（やまむら　りゅうじ）
YR投資の若手投資家。穏やかな物腰だが、これと決めたことは決して覆さないがんこさもある。天性の相場観で若くして財を成したが、一方で発展途上国リズシアへの寄付も行っている。ンディアイの関わりは父親代からある。
橘栄一（たちばな　えいいち）
山村の相棒格の投資家。祖父の代からの資産家の家に生まれるが、旧態依存のやり方に嫌気がさし大学の後輩だった山村と行動を共にする。好きな物は女性と酒。豪快に賭けることもある一方で、損失するときも大きい。
藤井良太（ふじい　りょうた）
YR投資のメンバーで元証券マン。山村達とは少し違う観点から投資をサポートする役回り。ゆくゆくは政界に進出する野望を持つ。神経質で、切れる一方冷酷な一面を持つ。酒に弱く、常に胃炎に悩まされている。ンディアイに知恵袋として扱われている。
関本理恵（せきもと　りえ）
YR投資のメンバー。その美貌ため、投資の他に広報的な役割を果たしあちこちのメディアに露出ている。危険な賭けに喜びを見出すタイプ。
ンディアイ=グラメ
新興国家リズシアの大佐を務める、軍事政権上の実質的な支配者。若い頃に諸国に遊学し、日本に滞在していた際に山村の父親と懇意になる。その後母国に戻り、かつての内乱を鎮圧して今の地位を築いた。

### 原作登場人物
ゴルゴ13
原作の主人公。
ドール
リードホテルの探偵。
ヤン・リー・カッター
外科医。日本で久我に出会う。

## 用語
Gファイル
内藤が所持していたストーリーの鍵を握る謎のUSBメモリー。内藤は「Gの陰謀」と名づけている。暗号は0と1しか構成されていない。ゴルゴを脅すために何処かの組織が作り上げた。
G計画
モスクワで依頼人としてゴルゴに接触して小型爆弾を爆破してゴルゴを殺す計画。爆破の範囲は1km。この計画はロックフォードのロシア制圧計画でもある。
リズシア
首都はリズシティーで、国家元首はンディアイ=グラメ、公用語は英語である。綿花、砂糖の栽培、牧畜の産業がある。
アフリカにある発展途上国で主権が軍部。16世紀より以前はいくつかの部族とそれを束ねる王族が支配していたが、イギリスの植民地化となる。20世紀後半に独立したが、民族紛争が勃発した。80年代後半に冷戦終結と共に武器市場に溢れていた武器が流れて紛争は激化したが、ンディアイが国内の民族紛争を鎮めた。全土にコレラや赤痢等が断続的に発生している。農業は白人が居なくなった為、農業技術は衰退。内戦の影響で広大な地域が地雷原になった。